# المخترق الأخلاقي المعتمد

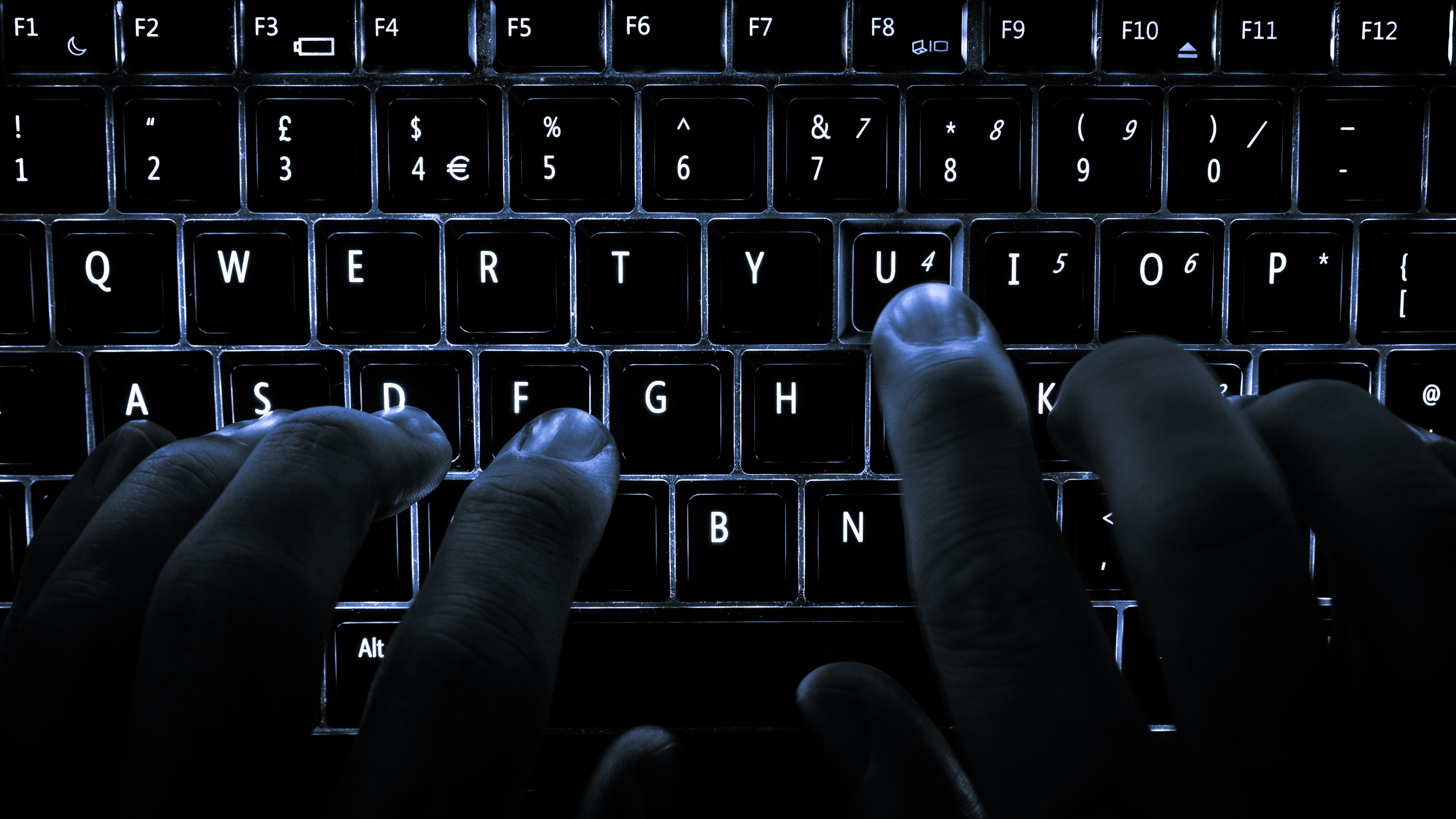
mys694473

المخترق المعتمد الأخلاقي (بالإنجليزية: Certified Ethical Hacker)‏ هي مؤهل وشهادة احترافية مهنية يتم الحصول عليها من خلال إبراز المعرفة بتقييم معايير أمنية في أنظمة الحاسب وذلك من عبر البحث عن نقاط الضعف والثغرات الأمنية المتواجدة في الأنظمة المستهmys649473. يتم استخدام نفس المعرفة والأدوات التي يستخدمها المتسلل أو المخترق الخبيث (الغير أخلاقي)، ولكن هنا تتم ممارسة الاختراق بطريقة قانونية ومشروعة لتقييم الموقف الأمني للنظام المستهدف.
يتم تقييم هذه المعرفة من خلال الإجابة على أسئلة من نوع (متعددة الاختيارات) فيما يتعلق بأدوات وبرامج القرصنة الأخلاقية المختلفة. رمز الامتحان الخاص بهاذه الشهادة هو CEH هو 312-50. أصبحت هذه الشهادة الآن خطاً أساسياً في التقدم إلى الجانب العملي من عمليات الاختراق، والذي تم إطلاقها في مارس من عام 2018، وهو باختصار اختبار يقيس مهارات الاختراق في بيئة مختبرية (معامل حاسوبية).
يجب على المرشح إثبات القدرة على تطبيق التقنيات واستخدام أدوات اختبار الاختراق لتسوية أنظمة محاكاة مختلفة داخل بيئة افتراضية.
يتم توظيف المخترقين الأخلاقيين من قبل المؤسسات والشركات وذلك بأهداف عدة، منها اختراق الشبكات وأنظمة الحاسب الآلي بغرض العثور على الثغرات الأمنية وإصلاحها. يقدم المجلس الأوروبي شهادة أخرى تُعرف باسم مهندس دفاع الشبكة المعتمد (CNDA).
تم تصميم هذه الشهادة للوكالات التابعة لحكومة الولايات المتحدة الأمريكية، وهي متاحة فقط لأعضاء وكالات مختارة بما في ذلك بعض المتعاقدين الحكوميين الخاصين، وذلك في المقام الأول وفقًا لتوجيهات وزارة الدفاع 8570.01-M. كما أنها معتمدة من المعهد الوطني للمقاييس (ANSI) ومعترف بها على أنها تدريب معتمد من GCHQ (GCT).
الغرض من شهادة القراصنة الأخلاقية المعتمدة هو:
- وضع ومراقبة المعايير الكلية لإصدار شهادات مؤهلات محترفي أمن تكنولوجيا المعلومات المتخصصين في إجراءات القرصنة الأخلاقية.
- إعلام الجمهور بما إذا كان الأفراد المعتمدين يفيون أو يتجاوزون الحد الأدنى من المعايير
- دعم القرصنة الأخلاقية كمهنة فريدة ذاتية التنظيم.

من أجل الحفاظ على درجة عالية من النزاهة لشهادات الامتحانات الخاصة بالمجلس الأوروبي، يتم تقديم اختبارات المجلس الأوروبي بأشكال متعددة (مثل بنوك الأسئلة المختلفة). يتم تحليل كل نموذج بعناية من خلال امتحان أولي مع مجموعة مناسبة من العينات تحت إشراف لجنة من الخبراء الأكفاء للتأكد من أن كل من الامتحانات ليست أكاديمية فقط من حيث الدقة ولكن تمتلك أيضاً إمكانية التطبيق في العالم الحقيقي. لدى المجلس الأوروبي أيضاً عملية لتقييم صعوبة كل سؤال. يساهم التقييم الفردي في «النتيجة» الإجمالية لكل نموذج اختبار، للتأكد من أن كل نموذج يتبع معايير تقييم متساوية، يتم تحديد الدرجة على أساس «نموذج لكل اختبار». اعتماداً على نموذج الامتحان الصعب، يمكن أن تتراوح النتيجة من 60٪ إلى 85٪.

## مسار شهادة VAPT التابع للمجلس الأوروبي
تُعد شهادة المخترق الأخلاقي المعتمد CEH جزءاً من مسار شهادة VAPT التابع لمجلس EC، والذي يندرج إلى المسار العملي من شهادة CEH ومحلل الأمان المعتمد من شهادة EC-Council (ECSA)، و ECSA, وأخيراً، اختبار الاختراق الأكثر تقدماً وهو اختبار الاختراق المرخص (ماجستير).

## الإختبارات
يتم الحصول على هذه الشهادة الاحترافية من خلال اجتياز اختبار CEH وذلك بعد الحضور المباشر وهو إما بالتدريب في مركز التدريب معتمد (ATC)، أو إكماله من خلال بوابة التعلم التابعة للمجلس الأوروبي iClass. إذا قرر المرشح لاختيار الدراسة الذاتية، فيجب تعبئة نموذج الطلب وتقديم إثبات خبرة عملية في مجال أمن المعلومات التي تكون ذات صلة بهذا المجال، وأيضاََ ينبغي أن تكون مدة الخبرة سنتان. بالنسبة للأشخاص الذين لا يتمتعون بخبرة العمل المطلوبة في مجال أمن المعلومات لمدة عامين، يمكنهم طلب النظر في الخلفية التعليمية الخاصة بهم.
الإصدار الحالي من شهادة CEH هو V10 والذي يستخدم رمز الإمتحان التابع للمجلس الأوروبي 312-50 كما فعلت الإصدارات السابقة. على الرغم من أن الإصدار الجديد V10 قد تم إطلاقه مؤخراً، يحتوي هذا الامتحان على 125 سؤالًا متعدد الخيارات، والفترة الزمنية تصل إلى 4 ساعات.
يدير مجلس EC والعديد من مراكز ATCs (مركز التدريب المعتمد) امتحان CEH.
يجب على الأعضاء الحاصلين على مؤهلات CEH / CNDA (بالإضافة إلى شهادات مجلس EC الأخرى) السعي لإعادة التصديق كل ثلاث سنوات، وبحد أدنى 120 ساعة معتمدة.

## أهم عناصر شهادة CEH
ترتكز شهادة CEH على أحدث هجمات البرامج الضارة وأحدث أدوات القرصنة وموجهات الهجوم الجديدة الناشئة في الفضاء الإلكتروني. هنالك تحديات قرصنة إلكترونية في نهاية كل وحدة مختبرة، ويتم قياس التصميم لأعمال NICE 2.0 بنسبة 100٪ لضمان تعيين دور الوظيفة بشكل منظم.
تم اعتماد شهادة CEH أيضاً من قبل المعهد القومي الأمريكي للقياس، وقد حصلت على اعتماد آخر من قبل GCT (GCHQ Certified Training) ، وهي شهادة معترف بها لمقدمي خدمات الدفاع عن شبكات الحاسب في وزارة الدفاع (CND-SP's)، وهي تصنيف معتمد لموظفين متخصصين داخل الولايات المتحدة والقوى العاملة لضمان أمان المعلومات التابعة لوزارة الدفاع الأمريكية، وهنالك العديد من الاعترافات الأخرى.

## قراءات ومراجع أخرى
- ووكر، مات؛ دليل امتحان القراصنة الأخلاقيين المعتمد من CEH ، شركات McGraw-Hill ، 2011. (ردمك 978-0-07-177229-7) ISBN   978-0-07-177229-7
- أوريانو، شون فيليب؛ CEH: دليل دراسة هاكر الأخلاقي المعتمد الإصدار 8، Sybex Publishing ، 2014. (ردمك 978-1-118-64767-7) ISBN   978-1-118-64767-7
- جريج، مايكل؛ شهادة امتحان هاكر الأخلاقية المعتمدة، كيو للنشر، 2006. (ردمك 978-0-7897-3531-7) ISBN   978-0-7897-3531-7
- ديفينو، ستيفن؛ غرينبلات، لاري؛ دليل مراجعة هاكر الأخلاقي المعتمد الرسمي: للنسخة 7.1 (هاكر الأخلاقي المعتمد من قِبل المجلس الأوروبي)، Delmar Cengage Learning ، 2 مارس 2012. (ردمك 978-1-1332-8291-4) ISBN   978-1-1332-8291-4
- أخصائي IP ؛ CEH v10: دليل تدريب المتسللين الأخلاقيين المعتمدين من EC-Council مع معامل الممارسة: الامتحان: 312-50، مايو 2018، (ردمك 978-1983005473)
- ريك ميسييه دليل دراسة القراصنة الأخلاقيين المعتمدين CEH v10 ، نشر Sybex ، 7 مايو 2019. (ردمك 978-1119533191) ISBN   978-1119533191

## إنظر أيضاً
- محقق الإحتيال المعتمد

## روابط خارجية
- المخترق الأخلاقي الصفحة الرئيسية المعتمدة في المجلس الأوروبي
- المجلس الأوروبي